# Marques Bragg
Marques Jamal Bragg, (East Orange, Nueva Jersey; 24 de marzo de 1970) es un exjugador de baloncesto estadounidense. Con 2.03 de estatura, su puesto natural en la cancha era el de ala-pívot. 

## Trayectoria
- Universidad de Providence (1988-1992)
- Philadelphia Spirit (1992)
- Caen Basket Calvados (1992-1993)
- BCM Gravelines (1993-1994)
- Grand Rapids Mackers (1994-1995)
- New Jersey Turnpike (1995)
- Minnesota Timberwolves (1995-1996)
- Valencia Basket (1996)
- Darüşşafaka (1996-1997)
- Club Baloncesto Ciudad de Huelva (1997)
- New Jersey Shorecats (1998)
- Unitri/Uberlândia  (1998-1999)
- Capitanes de Arecibo  (1999)
- Basket Barcellona  (1999-2000)
- Andrea Costa Imola  (2000-2001)
- Club Ourense Baloncesto  (2001)
- ALM Évreux Basket (2001)
- Crabs Rimini (2001-2002)
- Pallacanestro Messina (2002-2003)
- Strasbourg IG (2003)